# Xie Yu
Det här är en artikel om en person med kinesiskt personnamn; Xie är familjenamnet.
Xie Yu (förenklad kinesiska: 谢瑜; traditionell kinesiska: 謝瑜; pinyin: Xiè Yú), född 12 juni 2000, är en kinesisk sportskytt.

## Karriär
Vid VM 2023 i Baku tog Xie guld i 50 meter fripistol. Han tog även guld tillsammans med Zhang Bowen och Liu Junhui i lagtävlingen i 10 meter luftpistol samt i lagtävlingen i 50 meter fripistol. Vid asiatiska spelen 2022 i Hangzhou, som arrangerades 2023, tog Xie silver tillsammans med Liu Jinyao och Zhang Bowen i lagtävlingen i 10 meter luftpistol.
Vid olympiska sommarspelen 2024 i Paris tog Xie guld i 10 meter luftpistol.